# Nella Maissa
Nella Maissa ComSE (Turim, 7 de maio de 1914 - Lisboa, 26 de novembro de 2014) foi uma pianista ítalo-portuguesa.

Nasceu numa família sefardita. Casou com Renato Maissa, um judeu português, na sinagoga de Milão, em 1936, tendo vindo para Portugal em 1939. Nella Maissa desenvolveu uma longa carreira dedicada à actividade de concertista em Portugal e no estrangeiro, desempenhando, igualmente, um papel determinante na divulgação de obras de compositores portugueses.

## Carreira
Começou os estudos de piano aos 5 anos. Posteriormente foi aluna de piano de Bufaletti, Alfredo Casella e Vianna da Motta e de composição de Ferrari Trecate. Obteve o diploma em piano pelos Conservatórios de Milão e Pesaro e é licenciada em direito pela Universidade de Parma. Recebeu um prémio no primeiro Concurso para Jovens Concertistas e obteve o 1.º Prémio do Concurso Vianna da Motta, por unanimidade. Em 1974 recebeu o Prémio Especial da Imprensa, pela sua actividade de divulgação da música portuguesa.
Realizou diversos concertos sinfónicos e recitais em Portugal, França, Inglaterra, Suíça, Itália, Espanha e outros países da Europa, várias digressões ao Brasil e à África do Sul e recitais de música portuguesa em Florença por ocasião da Capital da Música Europeia, em Ávila no 1.º Festival Ibérico, em Roma, em Budapeste, na Roménia, em Paris e em Washington, onde o crítico do Washington Post classificou o recital como “esplêndido”.
A Nella Maissa se devem as primeiras audições de peças fundamentais da música portuguesa contemporânea como os Concertos de Ruy Coelho e Armando José Fernandes e ainda as estreias em Portugal de Ludu Tonalis de Hindemith, os Prelúdios de Frank Martin, diversas obras de Olivier Messiaen e os concertos para piano e orquestra de Sergey Prokofiev, Béla Bartók, Paul Hindemith, Dallapiccola, Dmitri Chostakovitch, Tansmann e George Gershwin.
Gravou vários discos de música portuguesa, incluindo duas integrais das Sonatas para piano de João Domingos Bomtempo (1975 e 1992), e os quatro Concertos deste compositor (1985), bem como obras de Bach, Schumann, Chopin, Mendelssohn, Liszt, Paul Hindemith, Luís de Freitas Branco, Fernando Lopes-Graça, Armando José Fernandes, Jorge Croner de Vasconcelos e Cláudio Carneyro.
Em Junho de 2008, Nella Maissa, com 94 anos de vida e 76 de carreira, apresentou-se publicamente pela última vez, na Casa da Música, no Porto.
Faleceu em Lisboa, na Casa do Artista, aos 100 anos de idade, em 26 de Novembro de 2014, devido a problemas respiratórios.

## Reconhecimento
No dia 1 de Outubro de 1986 foi-lhe atribuída, pela Secretaria de Estado da Cultura, a Medalha de Mérito Cultural.  No dia 10 de Junho de 1989 foi-lhe atribuído o grau de Comendador da Ordem Militar de Sant'Iago da Espada.
Em Fevereiro de 1995, foi levada a cabo uma homenagem nacional no Teatro Tivoli, no decorrer da qual a pianista tocou com a Orquestra Gulbenkian, dirigida pelo maestro Manuel Ivo Cruz.

## Ligações Externas
- Arquivos RTP | Documentário: Nella Maissa, Um Testemunho com 100 Anos (2016)